# طرف خارجي

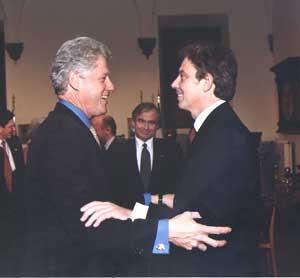
بيل كلينتون وتوني بلير، أول من اعتنق مبادئ الطرف الثالث

الطرف الخارجي أو الطرف الثالث هو موقف أقرب إلى الوسطية التي تحاول التوفيق بين السياسة اليمينية واليسارية من خلال محاولة الوصول إلى توليفة متباينة لبعض السياسات الاقتصادية لبعض أعضاء الوسط اليميني وبعض السياسات الاجتماعيّة اليساريّة. تم إنشاء الطرف الثالث لإعادة تقييم السياسات داخل الحركات التقدّميّة المختلفة عن الوسط اليساري، ردّاً على الشكوك المتعلّقة بالقدرة الاقتصاديّة للدولة وعلى الإفراط في استخدام السياسات التدخلّية الاقتصاديّة التي سبق أن شاعتها الكينزيّة، ولكن في ذلك الوقت كان يسبب هذا تناقض مع ظهور شعبية كبيرة لليبراليّة الاقتصادية والحقوق الجديدة. يتم اليوم تعزيز سياسات الطرف الثالث من قبل الحركات الليبراليّة الاجتماعيّة.
الديمقراطي الداعم للطرف الثالث توني بلير، زعم أن الاشتراكية التي نادى بها كانت مختلفة عن المفاهيم التقليديّة للاشتراكيّة، وقال: «نوعي من الاشتراكيّة عبارة عن مجموعة من القيم التي تقوم على مفهوم العدالة الاجتماعيّة... الاشتراكيّة كشكل جامد من أشكال الاقتصاد الحتميّة قد انتهت، حقاً». أشار بلير إلى ذلك على أنّه «اجتماعي» ينطوي على السياسة التي تعترف بالأفراد كاعتماد اجتماعي، ويدعو إلى العدالة الاجتماعيّة، والتماسك الاجتماعيّ، والمساواة بين كل مواطن وتكافؤ الفرصv.
قال الديمقراطي الاجتماعي أنتوني جيدينز أن الطرف الثالث يرفض المفهوم التقليدي للاشتراكيّة، ويقبل بدلاً من ذلك مفهوم الاشتراكيّة كما يصوّره أنتوني كروسلاند كمذهب أخلاقي ينظر إلى الحكومات الديمقراطية الاجتماعيّة على أنها حققت اشتراكيّة أخلاقيّة قابلة للتطبيق عن طريق إزالة العناصر الظالمة للرأسماليّة من خلال توفير الرعاية الاجتماعيّة وغيرها من السياسات، وأن الاشتراكية المعاصرة قد تجاوزت الادّعاء الماركسيّ الذي يؤكّد على الحاجة إلى إلغاء الرأسماليّة. في عام 2009، أعلن بلير علناً دعمه «لرأسماليّة جديدة».
يدعم الطرف الثالث السعي إلى مزيد من المساواة في المجتمع من خلال العمل على زيادة توزيع المهارات والقدرات والإنتاجيّة مع رفض إعادة توزيع الدخل كوسيلة لتحقيق ذلك. ويؤكّد على الالتزام بالميزانيّة المتوازنة، وتوفير الفرص المتكافئة التي تضاف إلى التركيز على المسؤوليّة الشخصيّة، واللامركزيّة في سلطة الحكومة إلى أدنى مستوى ممكن، وتشجيع وتعزيز الشراكات بين القطاعين العام والخاص، وتحسين العرض المالي والاستثمار في التنمية البشريّة والحفاظ على رأس المال الاجتماعي وحماية البيئة. انتقد المحافظون والليبراليون التقليديون والليبراليّون –الذين يدافعون عن رأسماليّة عدم التدخل- الطرف الثالث [11] [12]. كما تعرّض الطرف الثالث لانتقادات شديدة من قبل الديمقراطيين الاجتماعيّين والاشتراكيّين الديمقراطيّين والفوضويين والشيوعيين، حيث تم اعتباره خيانة للقيم اليساريّة.

## الأصل
استخدم مصطلح الطرف الثالث من أجل شرح مجموعة متنوعة من الدورات السياسية الأيديولوجيّات في القرون القليلة الماضية. تم تنفيذ هذه الأفكار من قبل التقدميّين في أوائل القرن العشرين.
تم اختيار المصطلح مرّة أخرى في الخمسينات من قبل خبراء الاقتصاد الألمان مثل فيلهيلم روبك، مما أدّى إلى تطوير مفهوم اقتصاد السوق الاجتماعي. في وقت لاحق نأى روبك بنفسه عن المصطلح واستخدم اقتصاد السوق الاجتماعي «كطريقة أولى» بمعنى التقدّم في اقتصاد السوق الحرّ.
في تشيكوسلوفاكيا خلال ربيع براغ في عام 1968، اقترح الاقتصادي الشيوعي أوتا تشيك الإصلاح الاقتصادي الثالث، كجزء من التحرّر السياسي والديمقراطي في المجتمع الاشتراكي.
بعد ذلك، استخدم إنريكو بيرلينغير، الأمين العام للحزب الشيوعي الإيطالي في السبعينيّات والثمانينيّات من القرن الماضي، تم استعمال مصطلح «الطرف الثالث» من أجل التركيز على رؤية المجتمع الاشتراكي الذي كان أكثر تعدّديّة من «الاشتراكيّة الحقيقيّة» التي كانت تدافع عنها الأحزاب الشيوعيّة؛ في حين كانت أكثر مساواة من الناحية الاقتصاديّة من الديمقراطيّة الاجتماعيّة. كان هذا جزءاً من الاتجاه الأوسع نطاقاً للسياسة الأوروبيّة المشتركة في الحركة الشيوعيّة الرسميّة، ووفّر أساساً نظريّاً لتسوية تاريخيّة مع الديمقراطيّين المسيحيين الإيطاليين.

## الاستعمال الحديث
تم تعريف الطرف الثالث على النحو التالي:

## نقاط الضعف
وفقاً لمقالة واحدة تم تقديمها عام 2017 إلى موقع ويب مفتوح المساهمات (MarketMogul.com)، كانت حركة الطرف الثالث في ذروتها في تسعينيات القرن الماضي وفي عام 2000، ولكن منذ ذلك الحين بدأت بالانخفاض، وبحلول عام 2017 أصبح من الواضح أن هذه الأيديولوجيّة لم تعد شائعة كما كانت في السابق خارج دوائر الطرف الثالث. بدأت سياسة الطرف الثالث الاقتصاديّة بمواجهة التحدّيات في أعقاب الكساد الكبير. صعود اليمنويّة الشعبويّة وضعت تلك الأيديولوجيا في موضع تساؤل. أصبح الكثير من اليسار أكثر معارضةً للطرف الثالث، وأبرز مثال في المملكة المتحدة هو صعود زعيم العمل جيريمي كوربين. لقد تمّ إقصاء عدد كبير من سياسيّي الطرف الثالث إمّا خارج السلطة، أو تم إجبارهم على تغيير مواقفهم بسبب القاعدة الأيديولوجيّة الضعيفة. ومع ذلك، في عام 2017، تم انتخاب إيمانويل ماكرون رئيساً لفرنسا، والذي قام فيما بعد بإعطاء بعض الأمل لمؤيدي الطرف الثالث.